# Paulina Piechnik
Paulina Piechnik (ur. 19 czerwca 1992 w Warszawie) – polska piłkarka ręczna, rozgrywająca, od 2013 zawodniczka Zagłębia Lubin.

## Kariera sportowa
Wychowanka Wilanowii Warszawa, następnie zawodniczka AZS-u WSKFiT Pruszków, z którego w 2011 trafiła do KSS-u Kielce. W barwach kieleckiego klubu zadebiutowała w sezonie 2011/2012 w Superlidze. W sezonie 2012/2013 stała się czołową zawodniczką ligi, zdobywając w pierwszych 10 meczach 62 bramki. W rozegranym w grudniu 2012 spotkaniu z Ruchem Chorzów (32:21) zerwała więzadła krzyżowe, co uniemożliwiło jej występy w następnych miesiącach. W 2013, po likwidacji KSS-u, przeszła do Zagłębia Lubin, z którym wywalczyła wicemistrzostwo Polski w sezonach 2013/2014 i 2016/2017 oraz zdobyła Puchar Polski w 2017 (w meczu finałowym rzuciła dwie bramki).
W 2010 wraz z reprezentacją Polski juniorek uczestniczyła w otwartych mistrzostwach Europy U-18 w Szwecji (4. miejsce). W 2011 wystąpiła na mistrzostwach Europy U-19 w Holandii, podczas których zdobyła 10 bramek w siedmiu meczach. W kwietniu 2012 zagrała w turnieju kwalifikacyjnym do mistrzostw świata U-20.
W reprezentacji Polski seniorek zadebiutowała 21 listopada 2012 w meczu eliminacyjnym do mistrzostw świata z Litwą (48:18), w którym zdobyła trzy gole. Tydzień później zagrała w spotkaniu z Włochami (39:12), w którym rzuciła dwie bramki. We wrześniu 2014 wystąpiła w turnieju towarzyskim w Czechach (zdobyła jednego gola).

## Sukcesy
Zagłębie Lubin
- Puchar Polski: 2016/2017